# شمکیا کاپلند
شمکیا کاپلند (به انگلیسی: Shemekia Copeland) (زاده ۱۰ آوریل ۱۹۷۹ در هارلم)، خواننده آمریکایی در سبک بلوز است.
وی دختر گیتاریست آمریکایی جانی کاپلند است. او لقب ملکهٔ نو بلوز را از کوکی تیلور دختر کوکو تیلور که قبلاً به نام ملکهٔ بلوز شناخته می‌شد، در یافت کرد.